# 永丰乡烽火台
永丰乡烽火台是位于中华人民共和国新疆维吾尔自治区乌鲁木齐市沙依巴克区的烽燧遗址。2018年，永丰乡烽火台被列为第八批新疆维吾尔自治区文物保护单位。永丰乡烽火台被当作是清代驿站的遗迹，但也有为唐代警戒烽燧的说法。

## 历史
关于永丰乡烽火台建立时代说法不一，主要观点有永丰乡烽火台为清代驿站及永丰乡烽火台为唐代警戒烽燧。清政府治理新疆之初，除了加固维修历代烽火设施外，新疆与内地之间的官方联系主要依靠军台、营塘等系统。军台的主要作用是在伊犁将军府、乌鲁木齐都统府和京师间传递军事文报。清政府开始全面治理新疆后，军台系统也开始在南北疆广泛设立并最终形成网络。营塘隶属绿营系统，其规模比军台较简，主要任务是转运军用等政府物资以及接待差旅。在迪化（今乌鲁木齐）与吐鲁番之间，即设有军台也设有营塘。新疆省建立后，清庭为统一和加强驿传的管理，将209个军台及60处营塘改为由当地行政长官管辖的驿站。有三条主干道，4条干道及9条支道之上有数百座驿站。永丰乡烽火台坐落在迪化经巴里坤、哈密出星星峡主干道之上，是乌鲁木齐市境内仅存的清代驿站遗址。到了光绪二十一年（公元1895年），新疆省迪化及伊犁、塔尔巴哈台、喀什噶尔等南北疆重地的电报线路接通。因此驿站的传递文报等通信的功能，逐渐被电报等其他高效率的通信方式所代替。
不过，也有永丰乡烽火台是唐代烽燧遗址的说法。永丰乡烽火台从地理位置和烽燧结构上更符合唐代烽燧的特点。永丰乡烽火台是作为驻守在轮台（今乌拉泊古城，存疑）的静塞军下设的警戒烽燧之一，建设烽燧的目的为防守来自巴音布鲁克草原的突厥部落。
2004年12月，乌鲁木齐市文物保护管理所将其公布为第四批乌鲁木齐市文物保护单位。2015年，中华人民共和国国家文物局对包括永丰乡烽火台在内的乌鲁木齐境内五处烽燧遗址保护工程立项进行批复。后工程由新疆维吾尔自治区文物古迹保护中心建设，由中铁西北科学研究院有限公司设计，由西安市古代建筑工程公司施工。2018年2月，永丰乡烽火台被列为第八批新疆维吾尔自治区文物保护单位。

## 现状
永丰乡烽火台位于中华人民共和国新疆维吾尔自治区乌鲁木齐市乌鲁木齐县永丰乡（现为沙依巴克区永丰镇）永丰村一队。烽火台地处天格尔峰前的平原，周围50米为戈壁。烽火台向南距离永丰村一队1.5公里左右，东北侧50米处有太平渠支渠，西南侧有一条直通烽火台的柏油路。
永丰乡烽火台是夯层0.08到0.13米，由黄土夯筑而成的建筑，夯土中有少量砺石。烽火台高9.5米，呈梯形。平面看基座为边长12.5米的方形，顶宽7.4米。烽火台南侧裸露有四层，每层四根直径0.1米左右的加固棍。每根棍横向间距3米左右，纵向间距1.7米左右。永丰乡烽火台局部遭到破坏，烽火台四周有雨水水蚀的痕迹，为长约8米的冲沟。烽火台的北角下部和西角下部被挖，东北面和中部下侧有高1米深1米的洞，是供人员上下的脚窝。1988年，烽火台南100米处有建筑遗址，地面有灰砖、灰瓦等物品散布在周围，但到了第三次全国文物普查之时，该建筑已无踪迹可循。2018年前后，对永丰乡烽火台进行过裂隙注浆等工艺措施的修复。